# Aeropuerto de Trail
El Aeropuerto de Trail (del inglés: Trail Airport) (IATA: YZZ, FAA LID: CAD4) está ubicado a 6,1 MN (11,3 km; 7,0 mi) al sureste de Trail, Columbia Británica, Canadá. Su ubicación en un valle angosto adyacente al río Columbia hace el acercamiento a este difícil. En los meses de invierno, el aterrizaje es mayormente imposible, debido a la niebla y las nubes bajas.

## Aerolíneas y destinos
- Pacific Coastal Airlines
  - Vancouver / Aeropuerto Internacional de Vancouver